# Ipomoea sagittata
Ipomoea sagittata ist eine Pflanzenart aus der Gattung der Prunkwinden (Ipomoea) aus der Familie der Windengewächse (Convolvulaceae). Die Art ist in Amerika sowie auf den Westindischen Inseln verbreitet.

## Beschreibung
Ipomoea sagittata ist eine meist kleine, krautige Kletterpflanze. Ihre Stängel sind dünn und komplett oder beinahe unbehaart. Die Laubblätter besitzen dünne Blattstiele, die eine Länge von 4 bis 7 cm haben. Die Blattspreiten sind an der Basis tief spießförmig geteilt. Die grundständigen Blattabschnitte sind linealisch oder lanzettlich und oftmals genau so lang wie der nahezu linealische endständige Blattabschnitt.
Die Blüten stehen in einblütigen Teilblütenständen, die Blütenstandsstiele sind kürzer als die Blattstiele und kräftig, die Blütenstiele sind verlängert und nach oben hin dick und verbreitert. Die eiförmigen Kelchblätter werden 8 bis 9 cm lang, sie sind unbehaart, fast lederig, an der Spitze abgestumpft oder gerundet und stachelspitzig. Die Krone ist violett, unbehaart, 6 bis 7 cm lang und 6 cm oder mehr breit.

## Verbreitung
Die Art ist in den südöstlichen USA, Belize, Guatemala und Mexiko, sowie auf den Westindischen Inseln verbreitet. Die altweltlichen Vorkommen im Mittelmeergebiet von Algerien und Spanien bis zur Türkei werden trotz der großen geographischen Disjunktion meist für natürlich gehalten.